# Соболевка (Сочи)
Со́болевка — микрорайон (посёлок) в пределах городской черты Хостинского района города Сочи.

## География
Расположен на склонах отрога Главного Кавказского хребта, в междуречье Сочи и Кудепсты, примерно в 1,5 км от побережья Чёрного моря.

### Улицы
- Переулок Громовой
- Улица Земнухова
- Улица Кошевого
- Улица Лизы Чайкиной
- Пятигорская улица
- Пятигорский тупик
- Улица Тюленина
- Улица Шевцовой
- Улица Молодогвардейская

## История
Посёлок Соболевка был включен в состав административного округа Сочи в октябре 1934 года. Здесь находились места для выпаса скота, сады, позднее — возник посёлок.
Решением Краснодарского крайисполкома от 07.04.1961 г. № 329 село Соболевка включено в состав Хостинского района города Сочи. Активное развитие Соболевки как населенного пункта началось в 1990-е.

## Население
Проживают около 3000 человек.